# 薰衣草花田車站
薰衣草花田車站（日语：／ Rabendā-batake eki */?）是屬於北海道旅客鐵道（JR北海道）富良野線沿線的臨時車站，位於日本北海道空知郡中富良野町。車站編號為F41。此站是每年夏季與秋季（6月～10月）間為因應觀光需求而臨時設置的車站。

## 概要
唯一通過薰衣草花田臨時站的鐵路路線是富良野線，由此站往北（上行方向）可以連結到北海道中部的交通要衝旭川市，而往南（下行）則可通往觀光聖地富良野等地區。
由於是為了觀光的目的而設至的臨時車站，因此只有觀光小火車富良野、美瑛諾羅科號（富良野･美瑛ノロッコ号）才會實際在薰衣草花田車站停靠，一般行駛於富良野線上的列車則會直接通過而不暫停。
- 富良野、美瑛諾羅科號（富良野･美瑛ノロッコ号）：行駛於美瑛～富良野（頭末班車則是以旭川作為起訖點）的觀光小火車。
- 健康散步號（ヘルシーウォーキング号）：連結美瑛（或美馬牛）與富良野的直達快速列車，中途不停站。

## 車站構造
薰衣草花田車站站內只設有一個側式月台與一條路線。由於是臨時性質的車站，因此構造十分簡單：僅一個木造月台與用帳棚搭蓋的簡易候車區，並無站房設施，洗手間則是臨時設置。
由於是配合賞花季節所設置的臨時站，本站在6月至10月間的夏季與秋季才有營業，其他月份列車一律過站不停。在連續假日旅客眾多的時日，旭川車站方面會派遣站員至薰衣草花田臨時站支援，負責旅客諮詢及持車內用的手持式補票機銷售車票，在2013年之前也販售橘卡（オレンジカード，JR系統的預付儲值卡）。

## 歷史
- 1999年（平成11年）6月11日 - 以臨時車站身份開始營運。

## 車站周邊
交通設施
- 國道237號

地標
由於薰衣草花田車站原本就是為了方便旅客搭乘觀光小火車，在此下車前往非常受歡迎的觀光農場「富田農場」（ファーム富田）遊玩而設置，因此車站周邊最重要的地標莫過於富田農場。富田農場是富良野地區以薰衣草為主的賞花活動中，最著名與規模最龐大的一處，每年夏季至秋季都有大量來自日本國內各地乃至於海外的遊客，慕名來到此處，因此會將配合設置的臨時車站命名為「薰衣草花田車站」。
- 富田農場
- 中富良野神社
- 富良野川

## 相鄰車站
北海道旅客鐵道（JR北海道）
■富良野線
中富良野（F42）－（臨）薰衣草花田（F41）－西中（F40）

## 外部連結
- JR北海道官方網站（页面存档备份，存于）（日語）（英文）（中文）
- 富田農場官方網站 （页面存档备份，存于）（日語）（英文）
- 薰衣草花田車站（JR北海道旭川分社）（日語）
- 全驛參觀之旅 （页面存档备份，存于）（日語）

1. ↑   (PDF). JR北海道. 2018-03-16  [2018-07-26]. （原始内容 (PDF)存档于2018-03-26）.